# Prosoeca macularis
Prosoeca macularis är en tvåvingeart som först beskrevs av Christian Rudolph Wilhelm Wiedemann 1828.  Prosoeca macularis ingår i släktet Prosoeca och familjen Nemestrinidae. Inga underarter finns listade i Catalogue of Life.